# غوستافو ريستريبو (لاعب كرة قدم)
غوستافو ريستريبو (بالإسبانية: Gustavo Adolfo Restrepo) هو لاعب كرة قدم كولومبي، ولد في 24 سبتمبر 1969 في ميديلين في كولومبيا. شارك مع منتخب كولومبيا تحت 20 سنة لكرة القدم ومنتخب كولومبيا لكرة القدم. أما مع النوادي، فقد لعب مع أتلتيكو ناسيونال وأتليتيكو بوكارامانغا وإنديبندينتي ميديلين.

## وصلات خارجية
- غوستافو ريستريبو على موقع الاتحاد الدولي (مؤرشف)  (الإنجليزية)
- غوستافو ريستريبو على موقع الاتحاد الأوربي (الإنجليزية)
- غوستافو ريستريبو على موقع قاعدة بيانات كرة القدم.إي يو (الإنجليزية)
- غوستافو ريستريبو على موقع ناشيونال فوتبول تيمز (الإنجليزية)
- غوستافو ريستريبو على موقع عالم كرة القدم.نت (الإنجليزية)
- غوستافو ريستريبو على موقع أوليمبيديا (الإنجليزية)